# Brunkebergstunneln

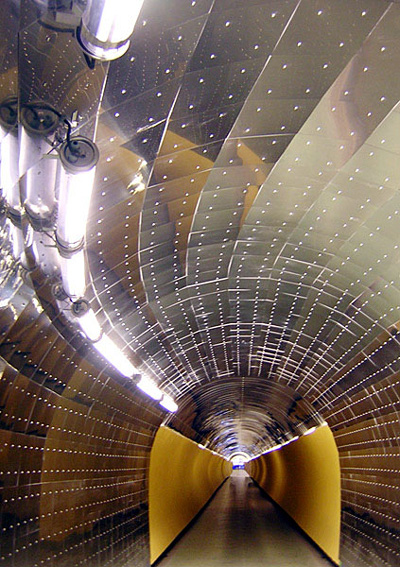
Tunnelöppningen mot väst

Brunkebergstunneln är en tunnel för gående och cyklande genom Brunkebergsåsen på Norrmalm i centrala Stockholm.

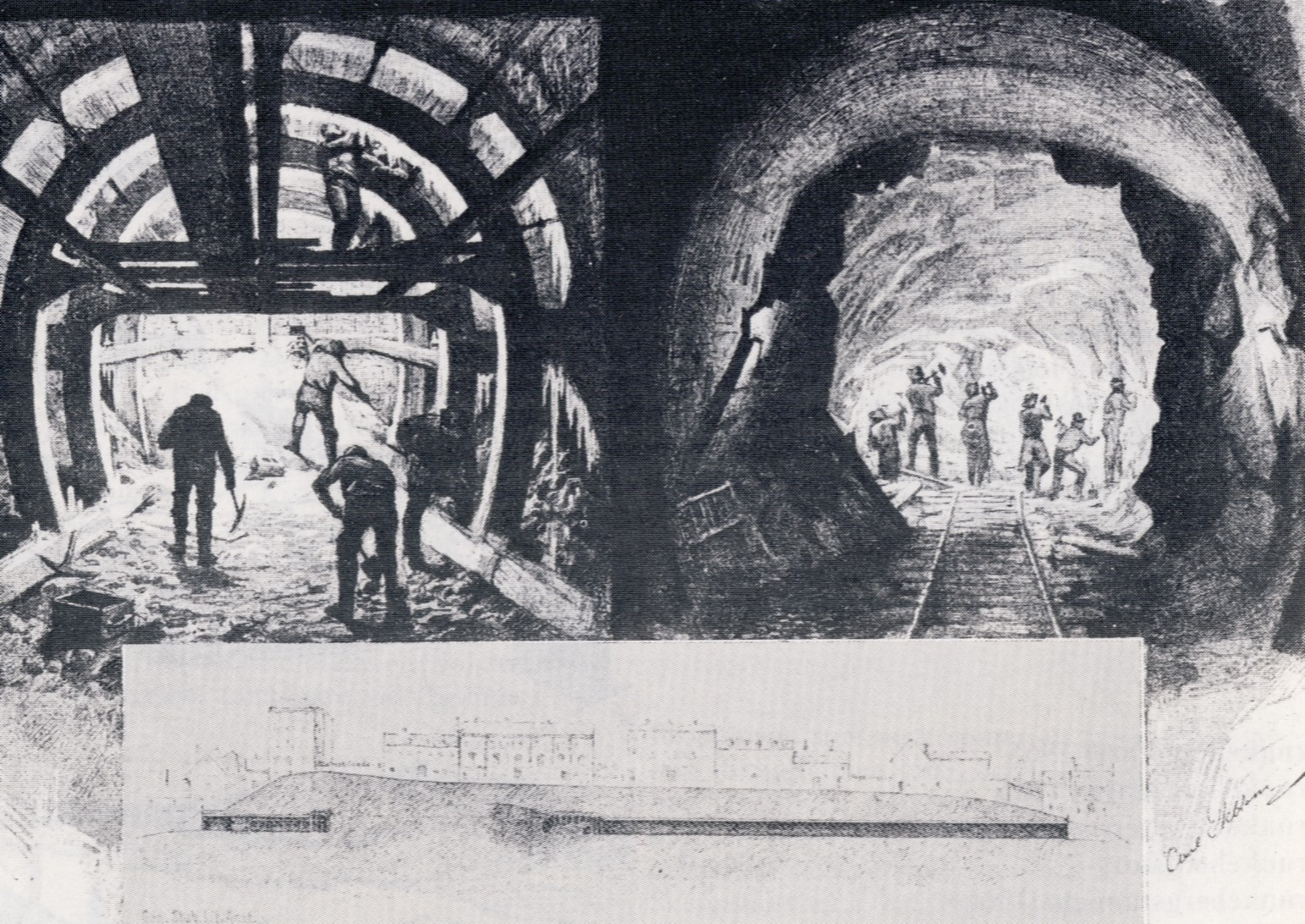
Från tunnelbygget, 1886

Tunneln går från David Bagares gata 6 till Tunnelgatan 1a och passerar under Regeringsgatan och Malmskillnadsgatan på 15–20 meters djup. På våren 1884 gavs tillstånd till tunnelbygget, och Aktiebolaget Brunkebergstunneln bildades för ändamålet "att för trafik af gående anlägga och underhålla en tunnel under Barnhusträdgårdsgatan och David Bagares gata i Stockholm." Bolagsordning fastställdes den 16 maj 1884. Aktiekapital 1911 var 285 000 kronor. Tunneln uppfördes 1884–1886 under ledning av Knut Lindmark. Den 22 mars 1886 möttes de två tunneldelarna och tunneln invigdes av kung Oscar II den 9 juni samma år. Brunkebergstunneln är 231 meter lång, 4 meter bred och 3,9 meter hög. Från början kostade det två öre att passera genom tunneln, vilket stockholmarna tyckte var för mycket.
Projektet förorsakade Lindmark stora ekonomiska problem, och folkhumorn kallade av den anledningen tunneln för "Lindmarks undergång" (i motsats till hans tidigare satsning: Katarinahissen "Lindmarks upphöjelse"). Tunneln blev ett besvärligt bygge; på östsidan kunde man spränga sig fram, men på västsidan ställde Brunkebergsåsens lösa sand och sten till med problem. Tack vare den höga vattenhalten i gruset kunde man med hjälp av en från England inhyrd frysmaskin frysa marken till −20 grader och därefter schakta tunneln utan rasrisk.
Innan var rasrisken så stor att ett hus vid Malmskillnadsgatan fick utrymmas efter stora sättningsskador. Frysmaskinen var framtagen för frysning av båtlaster av fårkött vid transporter mellan Australien och England. Genom att avskilja den innersta delen av tunneln från den varmare uteluften med en dubbel plankvägg, och med ett mellanliggande 16 centimeter tjockt lager av kolstybb kunde tunneln isoleras tillräckligt. Maskinen drevs av en 40-hästars ångmaskin som lämnade 650 kubikmeter luft per timma. Temperaturen kunde gå ner till −54 grader, vilket gav cirka −20 grader i tunneln på nätterna. Genom denna metod trängde tjälen in 6–9 decimeter per dygn, vilket schaktades bort på dagarna. Därefter sattes ramar av smidesjärn in samt väggar av stålplåt. Ett betongvalv med 0,6 meters tjocklek i taket och 1 meter vid golvnivå göts därefter.
Då man på Humlegårdssidan (östra sidan) upptäckte sprickigt berg vågade man inte spränga med risk för husen ovanför, utan man kilade istället loss klippstycken. Metoden var sådan att det borrades en rad med hål i berget, där träkilar slogs in. Därefter hälldes vatten ner längs kilarna, som då svällde och sprängde bort det porösa berget med cirka 0,5 meter per dag.
Brunkebergstunneln har en central roll i John Ajvide Lindqvists roman Rörelsen - den andra platsen som gavs ut 2015.